# Petőfibrücke
Die Petőfibrücke (ungarisch Petőfi híd) ist eine der heute neun Straßenbrücken über die Donau in Ungarns Hauptstadt Budapest.
Sie verbindet die beiden Stadtteile Pest und Buda miteinander. Benannt ist sie seit der Wiedereröffnung 1952 nach dem ungarischen Dichter Sándor Petőfi.
Die Brücke ist ein gevouteter Fachwerkbau und hat eine Spannweite zwischen den zwei Pfeilern von 154 Metern und einer Gesamtlänge von 378 Metern. Mit Vorbrücken über die Uferstraßen erweitert sich die Gesamtlänge auf 514 Meter.
Die ursprünglich als Miklós-Horthy-Brücke bezeichnete Brücke wurde 1933–1937 nach den Plänen von Hubert Pál Álgyay erbaut. Nach der Zerstörung im Zweiten Weltkrieg, am 15. Januar 1945, wurde sie durch die heutige Petőfibrücke ersetzt und 1952 wiedereröffnet.